# Драннік Георгій Миколайович
Гео́ргій Микола́йович Дра́ннік (16 березня 1941, Умань, Черкаська область — 21 травня 2024) — український лікар-імунолог та алерголог, доктор медичних наук (1980), професор (1986), лауреат Державної премії України в галузі науки і техніки (2018).

## Життєпис
Георгій Миколайович народився 16 березня 1941 році в Умані, в сім'ї військовослужбовця. У 1958 році вступає на лікувальний факультет Харківського медичного інституту ХМІ (нині Харківський національний медичний університет) і у 1965 році з відзнакою закінчує його. Після завершення навчання працював лікарем-біохіміком у клінічному санаторії «Конча-Заспа» IV Управління МОЗ УРСР (1965—1968).
У 1968 році вступає до аспірантури в Київський Інститут урології АМНУ. У 1971 році закінчив аспірантуру і далі пов'язує свою діяльність з цим інститутом: спочатку працює молодшим науковим співробітником (1971–1976), а згодом — старшим науковим співробітником лабораторії патофізіології (1976—1979) і від 1980 р. стає завідувачем лабораторії імунології.
З 1973 по 1986 р. він брав участь у створенні мережі трансплантаційних центрів в Україні (Донецьк, Запоріжжя, Львів, Київ).
У 1980 році захистив дисертацію доктора медичних наук — «Механізми відторгнення алогенної нирки і можливості диференційованої на них дії».
У 1986 році здобув вчене звання професора.
У 1987 році стає керівником Українського центру клінічної імунології.
З 1992 по 2004 р. Г. М. Драннік — головний позаштатний спеціаліст МОЗ України з питань клінічної та лабораторної імунології.
У 1994 році засновує і очолює кафедру клінічної імунології та алергології (з курсом дитячої клінічної імунології) Національного медичного університету ім. О. О. Богомольця. З 1994 р. професор приділяє велику увагу питанням викладання імунології у вищій медичній школі. У 1995 році затверджується нова дисципліна — «клінічна імунологія». З 1997 року як завідувач кафедри клінічної імунології та алергології брав активну участь у створенні кафедр (курсів) клінічної імунології та алергології практично в усіх вищих медичних закладах України. У 2012 р., залишившись професором кафедри, передав завідування своєму учневі — доктору медичних наук, професору А. І. Курченку, але продовжував брати участь у житті колективу.
Є фундатором служби клінічної імунології в Україні.
У 1998 р. створив Українське товариство фахівців з імунології, алергології та імунореабілітації (УТІАІ), став першим його президентом та очолював його багато років. У цьому році Драннік Г. М. засновує і стає головним редактором першого в Україні спеціалізованого журналу «Імунологія та алергологія», який одержав статус ВАК, сьогодні видається під назвою «Імунологія та алергологія. Наука і практика».
З 2001 по 2010 Драннік Г. М. працював головою проблемної комісії АМН і МОЗ України «Клінічна імунологія та алергологія».
Помер на 84-му році життя 21 травня 2024 року.

## Наукова та педагогічна робота

##### Напрями наукових зацікавлень Г.М.Дранніка
- трансплантаційна імунологія, впровадженням в клінічну практику пересадки нирки як нового методу лікування хронічної ниркової недостатності;
- імуногенетика;
- порушення імунітету в осіб з урологічними та нефрологічними патологіями, із синдромом підвищеної втоми та ознаками вторинного імунодефіциту;
- імунопатогенез в подружжі;
- взаємозв'язок між антигенами системи HLA та схильністю до уронефрологічних захворювань;
- епідеміологія вторинних імунодефіцитів в Україні;
- імунопатогенез хронічного урогенітального хламідіозу та рецидивуючого герпесу;
- імунні механізми атопічного дерматиту;
- способи імунокорекції у хворих з імунозалежною патологією[1].

Є автором першого підручника з клінічної імунології та алергології українською мовою, 3 посібників, 15 монографій, більш ніж 800 друкованих робіт, 11 авторських свідоцтв, 38 патентів.
Г. М. Драннік відомий як засновник української наукової школи з клінічної імунології. Під його керівництвом підготовлено 11 докторів та 31 кандидат медичних наук. Серед учнів: Луньова Ганна Геннадіївна, Курченко Андрій Ігорович тощо. 

##### Серед робіт
- «Система імунітету при захворюваннях внутрішніх органів»
- «Імунітет та інфекція при пересадці нирки», 1986 (співавтор)
- «Імунонефрологія», 1989
- «Генетичні системи крові людини та хвороби», 1990 (співавтор)
- «Імунотропні препарати», 1994 (співавтори Ю. А. Гриневич, Г. М. Дизик)
- «Клінічна імунологія та алергологія: навчальний посібник», 1999, 2003, 2006, 2010
- «Дослідження впливу препаратів „Ербісолув“ на функціональну активність T-хелперів II типу за продукцією ІЛ-4 та ІЛ-10 in vitro», 2003, співавтори В. Є. Дріянська, О. В. Назар, О. М. Ніколаєнко, В. С. Папакіна, В. Й. Фесенкова
- «Основні принципи діагностики та лікування інфекцій, викликаних a-герпесвірусами І-ІІІ типів», 2004, співавтори Л. М. Білянська, В. Є. Казмірчук, С. О. Крамарев, М. А. Мазепа, Г. О. Потьомкіна, В. В. Чоп'як
- «Вплив ербісолу ультрафарм при рецидивуючій герпетичній інфекції на продукцію ІЛ-4, ІЛ-10 та експресію активаційних молекул», 2006 (співавтор).

##### Серед патентів
- Спосіб визначення порушень імунологічної супресії у хворих на хронічний простатит, 2016, співавтори Горпинченко Ігор Іванович, Нуріманов Каміль Раїсович, Порошина Тетяна Вікторівна, Савченко Вікторія Станіславівна.

Працюючи на посаді головного позаштатного спеціаліста МОЗ України з питань клінічної та лабораторної імунології, Г. М. Драннік створив та впровадив в практику охорони здоров'я служби клінічної імунології (накази МОЗ України № 104 від 22.04.98 та № 428 від 19.01.02) [2]. Активно розробляв і просував накази щодо створення і вдосконалення в країні служби клінічної лабораторної імунології, затвердження нових медичних спеціальностей «лікар-імунолог» клінічний і «лікар — лаборант-імунолог», а також підготував програму «Захист і реабілітація імунної системи населення України», яка у 1992 р. перемогла у конкурсі програм Державного комітету з науки і техніки. За допомогою Г. М. Дранніка було створено лабораторії клінічної імунології в Києві, Рівному, Черкасах, Чернігові, Житомирі, Львові, Тернополі, Запоріжжі, Луганську.
Георгій Миколайович не тільки зробив вагомий вклад в педагогіку, але і в пропаганду імунології в країні. Ним підготовані і проведені 1-й Національний симпозіум, 16-а Всеукраїнська та 2-а Міжнародна науково-практична конференція по актуальним питанням клінічної імунології та алергології. Особливе значення мають організовані і проведені професором в Україні міжнародна Літня школа (Summer Course) для молодих вчених, перед якими читають лекції професори із різних країн.

## Звання
1980 — доктор медичних наук
1986 — професор
1999 — член Європейської академії алергології та клінічної імунології
2007 — почесний професор Харківського національного медичного університету

## Нагороди та відзнаки
1979 — «Відмінник охорони здоров'я»
2002, 2015 — Почесна грамота Президії НАМН України
2006 — Почесна грамота Всесвітньої організації алергологів
2018 — лауреат Державної премії України в галузі науки і техніки